# Porites mayeri
Porites mayeri är en korallart som beskrevs av Vaughan 1918. Porites mayeri ingår i släktet Porites och familjen Poritidae. IUCN kategoriserar arten globalt som livskraftig. Inga underarter finns listade i Catalogue of Life.